# Åsgöl (Algutsboda socken, Småland)
Åsgöl är en sjö i Emmaboda kommun i Småland och ingår i Hagbyåns huvudavrinningsområde. Sjön har en area på 0,122 kvadratkilometer och ligger 160,4 meter över havet. Vid provfiske har abborre, gädda och sutare fångats i sjön.

## Delavrinningsområde
Åsgöl ingår i det delavrinningsområde (629076-148696) som SMHI kallar för Mynnar i Hagbyån. Medelhöjden är 176 meter över havet och ytan är 29,21 kvadratkilometer. Det finns inga avrinningsområden uppströms utan avrinningsområdet är högsta punkten. Vattendraget som avvattnar avrinningsområdet har biflödesordning 2, vilket innebär att vattnet flödar genom totalt 2 vattendrag innan det når havet efter 64 kilometer. Avrinningsområdet består mestadels av skog (83 %). Avrinningsområdet har 0,43 kvadratkilometer vattenytor vilket ger det en sjöprocent på 0,9 %.